# Campionats del món de ciclocròs de 1972
Els Campionats del món de ciclocròs de 1972 foren la 23a edició dels mundials de la modalitat de ciclocròs i es disputaren el 27 de febrer de 1972 a Praga, Txecoslovàquia. Es disputaren dues proves masculines.

## Resultats
| Prova                   | Or                          | Or         | Plata                         | Plata | Bronze                    | Bronze   |
| Cursa elit masculina    | Eric De Vlaeminck · Bèlgica | 1h 08' 40" | Rolf Wolfshohl · RFA          | + 27" | Hermann Gretener · Suïssa | + 2' 21" |
| Cursa amateur masculina | Norbert Dedeckere · Bèlgica | 1h 03' 30" | Miloš Fišera · Txecoslovàquia | + 5"  | Wolfgang Renner · RFA     | + 11"    |

## Classificacions

### Classificació de la prova masculina elit
| Pos. | Ciclista                  | País    | Temps      |
| ---- | ------------------------- | ------- | ---------- |
|      | Eric De Vlaeminck         | Bèlgica | 1h 08' 40" |
|      | Rolf Wolfshohl            | RFA     | + 27"      |
|      | Hermann Gretener          | Suïssa  | + 2' 21"   |
| 4    | Albert Van Damme          | Bèlgica | + 2' 28"   |
| 5    | José María Basualdo       | Espanya | + 2' 30"   |
| 6    | Julien Van Den Haesevelde | Bèlgica | + 2' 37"   |
| 7    | André Wilhelm             | França  | + 3' 37"   |
| 8    | Michel Baele              | Bèlgica | + 3' 58"   |
| 9    | Peter Frischknecht        | Suïssa  | + 4' 18"   |
| 10   | José María González       | Espanya | + 4' 20"   |

### Classificació de la prova masculina amateur
| Pos. | Ciclista            | País           | Temps       |
| ---- | ------------------- | -------------- | ----------- |
|      | Norbert Dedeckere   | Bèlgica        | 1 h 03' 30" |
|      | Miloš Fišera        | Txecoslovàquia | + 5"        |
|      | Wolfgang Renner     | RFA            | + 11"       |
| 4    | Ekkehard Teichreber | RFA            | + 14"       |
| 5    | Karl Stähle         | RFA            | + 15"       |
| 6    | Gertie Wildeboer    | Països Baixos  | + 26"       |
| 7    | Pavel Krejčí        | Txecoslovàquia | + 38"       |
| 8    | Vojtěch Červínek    | Txecoslovàquia | + 53"       |
| 9    | Jiří Murdych        | Txecoslovàquia | + 57"       |
| 10   | Robert Vermeire     | Bèlgica        | + 1' 06"    |

## Medaller
| Pos. | País           | Or | Plata | Bronze | Total |
| 1    | Bèlgica        | 2  | 0     | 0      | 2     |
| 2    | RFA            | 0  | 1     | 1      | 2     |
| 3    | Txecoslovàquia | 0  | 1     | 0      | 1     |
| 4    | Suïssa         | 0  | 0     | 1      | 1     |